# Кайнар (Райымбекский район)
Кайнар (каз. Қайнар) — село в Райымбекском районе Алматинской области Казахстана. Административный центр Кайнарского сельского округа. Находится примерно в 53 км к востоку-юго-востоку (ESE) от села Кеген, административного центра района, на высоте 1831 метра над уровнем моря. Код КАТО — 195845100.

## Население
В 1999 году население села составляло 3093 человек (1573 мужчины и 1520 женщин). По данным переписи 2009 года, в селе проживало 3241 человек (1670 мужчин и 1571 женщина).

## Топографические карты
- Лист карты K-44-40 Сарыжаз. Масштаб: 1 : 100 000. Состояние местности на 1986 год. Издание 1991 г.